# Monumenta Germaniae Historica
Monumenta Germaniae Historica (esmentat com MGH en bibliografies i llistes de fonts) és un recull de fonts curosament editades i publicades per l'estudi de la història d'Alemanya en un sentit extens, des del final de l'Imperi Romà fins a 1500.

## Característiques
La societat que patrocina la recopilació fou fundada pel reformador prussià Karl Freiherr vom Stein el 1819, apareixent el primer volum el 1826 i continuant els anys següents. L'editor des de 1826 fins a 1874 fou Georg Heinrich Pertz, succeït per Georg Waitz i Ernst Ludwig Dümmler. Molts eminents medievalistes alemanys, fins i tot d'altres països, se sumaren al projecte de buscar i comparar manuscrits i produir edicions acadèmiques. El lema triat per Klein, Sanctus amor patriae dat animum ("El sant amor per la pàtria ens dona ànims"), pot exemplificar la coincidència del nacionalisme romàntic i el seu academicisme professional en alt grau.
La col·lecció consta de cinc àrees principals: Antiquitates, Diplomata, Epistolae, Leges, Scriptores i també la Necrologia. S'han establert moltes sèries subsidiàries, incloent-hi una sèrie de volums més compactes per a ús docent, l'Scriptores in usum scholarum i estudis especials (MGH Schriften). El projecte, un dels majors esforços de la historiografia, segueix en el segle XXI. En 2004, el MGH, recolzat per Deutsche Forschungsgemeinschaft, va fer un pas encara més extraordinari: totes les seves publicacions amb data major de cinc anys seran accessibles per internet, en reproducció fotografia digital.